# 화장품 첨가제
화장품 첨가제는 화장품을 만드는데 들어가는 첨가제를 가리키는 단어이다.

## 설명
화장품 첨가제는 다양한 출처에서 나오지만 식품에 들어가는 성분과 달리 대부분의 소비자는 종종 고려하지 않는다. 화장품은 종종 으깬 곤충에서 녹에 이르기까지 다양한 출처에서 파생된 생생한 색상을 사용한다. 다양한 형태의 화장품은 초기 문명으로 거슬러 올라가며 개인 외모를 개선해야 할 필요성은 짝을 끌어들이는 데 중요한 요소였다. 수년에 걸쳐 성분은 우리가 우리 자신의 향기와 화장품 공식을 제조하는 방법을 발견함에 따라 극적으로 변화했다. 많은 흔한 성분의 위험성에 대한 인식은 성장하는 산업에도 큰 영향을 미쳤다. 고대 이집트의 귀족들은 광물을 사용하여 얼굴 특징에 색과 정의를 제공했다. 그리스 제국 시대에는 페이스 페인팅을 사용하는 것이 일반적이었고 고대 로마의 화장품에는 녹말, 올리브유, 밀랍, 사프란, 장미수, 납이 포함되어 있었다.

## 같이 보기
- 화장품
- 화학 물질